# Jadajiem
Jadajiem (Hebreeuws: ידיים, letterlijk handen) is het elfde traktaat (masechet) van de Orde Tohorot van de Misjna. Het traktaat behandelt voornamelijk de onreinheid van de handen en het rein maken ervan.
In het Misjna-traktaat komen ook andere bijzonderheden voor die niet direct in verband staan met het onderwerp, maar die vanuit historisch oogpunt juist weer echter erg belangrijk zijn, zoals verhandelingen tussen Farizeeën en Sadduceeën en een debat over de heiligheid van de Tenachboeken (3:1-5; 4:4-5), waaronder de boeken Hooglied en Prediker (3:5 e.a.).
Het traktaat Jadajiem telt 5 hoofdstukken. In de Tosefta is het traktaat verdeeld in twee hoofdstukken en bevat nog meer bijzonderheden over de canoniciteit van bepaalde geschriften.